# Aino Sallinen
Aino Maria Sallinen, född 17 november 1947 i Lumijoki, är en finländsk språkvetare.
Sallinen blev filosofie doktor 1986. Hon förestod 1987–1991 institutionen för kommunikationsvetenskap vid Jyväskylä universitet, där hon 1990 utnämndes till professor i talkommunikation; hon utsågs till universitetets rektor sedan 1992. Hon har gjort en insats för etableringen av sitt akademiska ämne i Finland och därigenom bidragit till att höja Jyväskylä universitets profil inom tillämpad språkvetenskap. Därtill har hon sedan 1970 verkat som föreläsare i kommunikation (bland annat förhandlingskonst) både för näringslivet och den offentliga sektorn.

## Utmärkelser
- Storkorset av Finlands Vita Ros’ orden[1]
- Kommendör av Nordstjärneorden[2]
- Kommendörstecknet av Finlands Lejons orden[2]
- Militärens förtjänstmedalj[2]

[Redigera Wikidata]